# 7-es villamos (Prága)
A prágai 7-es jelzésű villamos a Radlická és a Černokostelecká között közlekedik.

## Járművek
A vonalon Tatra T3, Tatra T6A5 és Skoda T15 típusú villamosok közlekednek.[forrás?]

## Útvonala
| Černokostelecká felé | Radlická felé |
| --- | --- |
| Radlická – Radlická – Za Ženskými domovy – Nádražní – Lidičká – Palackého most – Rašínovo nábřeží – Svobodova – Na Slupi – Jaromírova – Křesomyslova – Otakarova – Vršovická – V Olšinách – Starostrašnická – Černokostelecká – Černokostelecká | Černokostelecká – Černokostelecká – Starostrašnická – V Olšinách – Vršovická – Otakarova – Křesomyslova – Jaromírova – Na Slupi – Svobodova – Rašínovo nábřeží – Palackého most – Lidičká – Nádražní – Za Ženskými domovy – Radlická – Radlická |

## Megállóhelyei
| 0  | Radlická végállomás         | 40 | B 21                               |
| 0  | Škola Radlice               | 38 | 21                                 |
| 1  | Laurová                     | 37 | 21                                 |
| 2  | Braunova                    | 36 | 21                                 |
| 3  | Křížová                     | 35 | 21                                 |
| 6  | Na Knížecí                  | 33 | B · 4, 5, 12, 20, 21 · P5          |
| 9  | Anděl                       | 31 | B 4, 5, 9, 10, 12, 15, 16, 20, 21  |
| 10 | Zborovská                   | 29 | 4, 5, 10, 16, 21                   |
| 13 | Palackého náměstí (nábřeží) | 26 | B 2, 3, 4, 10, 16, 17, 21          |
| 14 | Výtoň                       | 25 | 2, 3, 17, 21 · P5                  |
| 15 | Albertov                    | 23 | 14, 18, 24                         |
| 16 | Ostrčilovo náměstí          | 22 | 14, 18, 24                         |
| 17 | Svatoplukova                | 21 | 14, 18, 24                         |
| 19 | Divadlo Na Fidlovačce       | 19 | 14, 18, 24                         |
| 21 | Otakarova                   | 18 | 6, 11, 13, 14, 18, 24              |
| 22 | Nádraží Vršovice            | 16 | 6, 24 R17 R21 S3 R43 R49 S8 S88 S9 |
| 24 | Bohemians                   | 15 | 6, 24                              |
| 26 | Koh-i-noor                  | 12 | 6, 22, 24                          |
| 28 | Slavia                      | 10 | 6, 22, 24                          |
| 29 | Kubánské náměstí            | 9  | 6, 22, 24                          |
| 31 | Průběžná                    | 7  | 22                                 |
| 33 | Strašnická                  | 6  | A 26                               |
| ∫  | Nad Primaskou               | 5  | 26                                 |
| 34 | Vozovna Strašnice           | ∫  | 5, 13                              |
| 36 | Vinice                      | ∫  | 5, 13                              |
| 37 | Solidarita                  | 3  | 5, 13                              |
| 38 | Zborov - Strašnické divadlo | 2  | 5, 13                              |
| 39 | Nové Strašnice              | 1  | 5, 13                              |
| 41 | Černokostelecká végállomás  | 0  | 5, 13                              |